# پل فرانسیس وینیک
پل فرانسیس وینیک (انگلیسی: Paul Wynnyk؛ زادهٔ ۲۹ ژوئن ۱۹۶۴) فرد نظامی اهل کانادا است.